# Thomas Dunderdale
Vous lisez un « bon article » labellisé en 2012.
Pour les articles homonymes, voir Dunderdale.
Temple de la renommée : 1974
Thomas Dunderdale (né le 6 mai 1887 à Benalla dans l'État de Victoria en Australie et mort le 15 décembre 1960 à Winnipeg au Canada) est un joueur professionnel de hockey sur glace australien,.
Il rejoint le Canada en 1904 et fait alors ses débuts dans les championnats organisés du Canada puis d'Amérique du Nord. Après cinq saisons à Winnipeg, il passe trois saisons au Québec avant de rejoindre à sa création l'Association de hockey de la Côte du Pacifique (PCHA). Dans cette dernière, il met en avant ses talents offensifs, décrochant en douze saisons, six fois une place dans la première équipe d'étoiles de la PCHA ; il est également un buteur puisqu'il finit à deux reprises meilleur réalisateur de la ligue. Avec 196 filets inscrits au cours de sa carrière dans la PCHA, il est le deuxième buteur de l'histoire de la ligue.
Il met fin à sa carrière en 1924 et passe quelque temps par la suite à entraîner des équipes dans différentes villes. Il meurt en 1960 et quinze ans plus tard, il devient l'unique joueur né en Australie à faire partie du Temple de la renommée du hockey.

## Biographie

### Son enfance et ses débuts

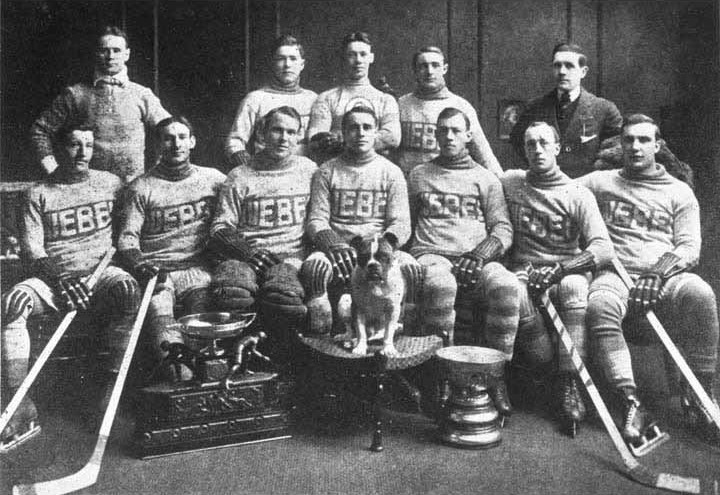
Dunderdale joue une saison en 1910-1911 avec le Club de hockey Québec (ici en photographie en 1913).

Dunderdale naît à Benalla dans l'État de Victoria en Australie le 6 mai 1887 ; il est le fils d'Elizabeth Day et de Thomas Dunderdale. Le foyer compte déjà un fils, Henry, et aura par la suite deux filles : Daisy et Nellie,. La famille est originaire d'Angleterre où elle retourne en 1893 et rejoint le Lancashire ; en 1904, Thomas a 17 ans quand sa famille change une nouvelle fois de continent, cette fois pour aller vivre dans la ville d'Ottawa en Ontario au Canada. Il dispute ses premiers matchs de hockey sur glace dans une compétition organisée en jouant avec l'équipe de la Waller Street Public School à Ottawa en 1904. Un an plus tard, il emménage dans la ville de Winnipeg, Manitoba ; il joue en 1905-1906 dans l'équipe amateur des Ramblers de Winnipeg.
Il devient professionnel à l'âge de 19 ans en jouant avec les Shamrocks de Winnipeg en 1906-1907 qui évoluent dans la Manitoba Hockey Association ; lors de cette première saison, il inscrit huit buts en dix rencontres. Après quatre saisons passées à Winnipeg, il quitte le Manitoba et s'installe à Montréal, Québec, où il joue pour les Shamrocks, d'abord dans l'Association canadienne de hockey puis dans l'Association nationale de hockey (ANH) lors de la création de cette dernière à l'occasion de la saison 1910. Lors de cette saison inaugurale, les Shamrocks se classent à l'avant-dernière place de l'ANH avec seulement trois victoires en douze rencontres alors que Dunderdale participe à trois matchs pour sept buts inscrits. Il joue une seconde et dernière saison dans l'ANH lors de l'édition suivante, s'alignant cette fois avec le Club de hockey Québec ; sa nouvelle équipe finit à la dernière place du classement avec quatre victoires et douze défaites. Il termine deuxième meilleur buteur de l'équipe avec treize réalisations, soit une de moins que Jack McDonald.

### Dans l'Association de hockey de la Côte du Pacifique

#### Les premières années à Victoria (1911-1915)

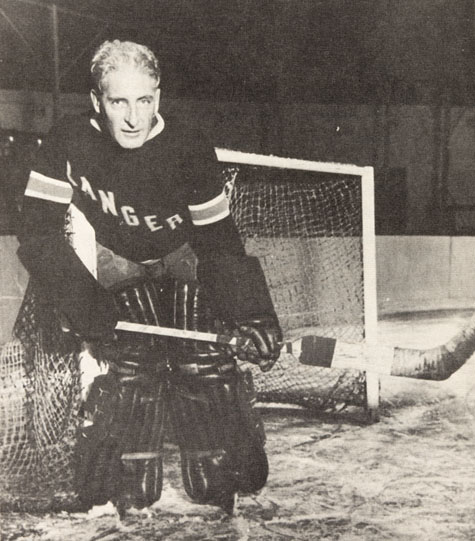
Lester Patrick (ici avec les Rangers de New York en 1928) est à la base de la création de la PCHA dans laquelle Dunderdale jouera pendant douze saisons.

À la suite de cette saison, Dunderdale quitte le Québec et rejoint une nouvelle ligue qui vient d'être créée par les frères Frank et Lester Patrick : l'Association de hockey de la Côte du Pacifique, souvent désignée par le sigle PCHA en référence à son nom anglais : Pacific Coast Hockey Association. Les frères Patrick convainquent Dunderdale de rejoindre une des nouvelles formations de la PCHA : l'équipe de Victoria, équipe où Lester occupe les postes d'entraîneur et de joueur ; plusieurs autres joueurs de l'ANH suivent le mouvement. Deux autres équipes en plus de celle de Victoria participent à cette première saison : les Royals de New Westminster et les Millionnaires de Vancouver ; les Royals terminent à la première place du classement avec neuf victoires et six défaites, les Millionnaires deuxièmes avec deux victoires de moins alors que Dunderdale et ses coéquipiers sont derniers. Édouard « Newsy » Lalonde qui est le joueur le plus pénalisé de la ligue avec soixante minutes de pénalités en est aussi le meilleur buteur avec vingt-sept réalisations alors que Harry Hyland en compte une de moins ; Dunderdale est troisième avec vingt-quatre buts et il est choisi dans l'équipe d'étoiles de la PCHA.
Au cours de la saison 1912-1913, Lalonde et Hyland retournent jouer dans l'ANH ; avec dix victoires et cinq défaites, Victoria finit à la première place du classement alors que Dunderdale est le premier buteur de la PCHA avec le même total que la saison précédente. Dans l'ANH, les joueurs de Québec remportent le titre de champions de la saison et la Coupe Stanley allant avec ; ils acceptent de jouer des matchs de galas contre Victoria, sans que leur trophée ne soit en jeu. Les deux associations ayant des règles différentes, il est décidé de jouer les premier et troisième matchs avec sept joueurs pour six joueurs lors du deuxième match. Victoria remporte les deux matchs joués selon les règles habituelles de la PCHA sur le score de 7-5 et 6-1 alors que Québec remporte le deuxième match 6-3. Dunderdale inscrit deux buts en trois rencontres et compte également onze minutes de pénalités.
Lester Patrick manque le début de la saison 1913-1914 en raison d'une blessure au poignet et quand il revient au jeu son équipe est dernière de la PCHA ; le retour de l'entraîneur-joueur fait du bien à son équipe puisque finalement, elle remporte une nouvelle fois le titre de champion de l'Association. Dunderdale continue d'être le meilleur buteur du calendrier avec vingt-trois buts mais il est dépassé au nombre de points par Frederick « Cyclone » Taylor qui ne compte que quinze buts mais également quatorze passes décisives contre trois pour le joueur australien. Dunderdale est tout de même désigné dans l'équipe d'étoiles de la PCHA. Patrick, Dunderdale et les joueurs de Victoria entreprennent le voyage jusqu'à Toronto pour jouer contre les champions de l'ANH, les Blueshirts de Toronto, mais ayant oublié de faire une demande officielle aux trustees, les joueurs de Victoria ne peuvent pas officiellement prétendre ramener la Coupe Stanley chez eux en cas de victoire. Finalement, les Blueshirts remportent les trois rencontres jouées et l'ANH conserve la Coupe pour encore un an.
Lors de la saison 1914-1915, les Aristocrats de Victoria finissent à la dernière place du classement avec seulement quatre victoires en dix-sept rencontres. La saison est compliquée pour Dunderdale puisqu'il manque le début de celle-ci en réclamant un meilleur salaire ; menacé de suspension, il revient au jeu mais inscrit un but contre son propre gardien, Bert Lindsay, le 11 décembre 1914. Il termine la saison en ayant inscrit dix-sept buts en autant de rencontres et est une nouvelle fois désigné comme joueur de l'équipe d'étoiles de la PCHA alors que dans le même temps, Cyclone Taylor et les Millionnaires de Vancouver remportent la Coupe Stanley en battant les Sénateurs d'Ottawa de l'ANH en trois rencontres.

#### Avec Portland (1915-1918)
Avant le début de la saison suivante, il décide d'aller jouer pour les Rosebuds de Portland, de l'Oregon aux États-Unis, toujours dans la PCHA ; l'équipe de Portland est en effet la suite de la franchise des Royals depuis leur déménagement la saison précédente. Pour la première fois de sa carrière, sa productivité chute alors qu'il passe sous la barre d'un point par rencontre avec dix-sept réalisations en dix-huit rencontres. Malgré tout, sa nouvelle équipe compte treize victoires et cinq défaites pour la première place du classement et devient ainsi la première équipe basée aux États-Unis à participer à un défi de la Coupe Stanley ; opposés aux Canadiens de Montréal, les Rosebuds sont battus au meilleur des cinq matchs trois rencontres à deux avec deux buts de Dunderdale.
En 1916-1917, il retrouve une bonne moyenne de points, même si, avec vingt-deux buts en vingt-quatre rencontres, sa moyenne est toujours inférieure à un but par match. Son équipe se classe à la troisième place du classement et il totalise 141 minutes de pénalités, un record qui ne sera jamais dépassé dans la PCHA,. Il joue une dernière saison aux États-Unis en 1917-1918 avec Portland et compte alors quatorze buts en dix-huit parties, le quatrième total de la saison. Alors que la PCHA décide de jouer un tour de séries éliminatoires pour déterminer son champion, les Rosebuds terminent troisièmes et derniers du classement.

#### De retour avec Victoria (1918-1922)

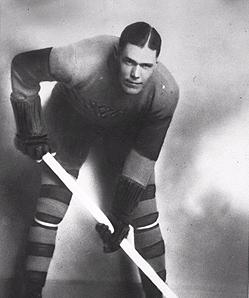
Frank Fredrickson joue aux côtés de Dunderdale pendant trois saisons.

L'équipe de Portland ne parvenant pas à faire venir suffisamment de spectateurs pour assurer sa rentabilité financière, elle cesse ses activités avant le début de la saison 1919. Entre-temps, les Aristocrats de Victoria qui ont arrêté leurs activités depuis trois saisons reviennent au jeu sous l'impulsion de Lester Patrick et l'Australien retourne dans son ancienne équipe avec qui il inscrit seulement neuf buts. Les Metropolitans de Seattle remportent les séries de la PCHA et sont opposés en finale de la Coupe Stanley aux Canadiens de Montréal, mais la série est interrompue en raison d'un grand nombre de malades atteints de la grippe espagnole. Au cours du cinquième match, Joe Hall des Canadiens est admis à l'hôpital et meurt quelques jours plus tard ; pour la première fois de l'histoire, la Coupe Stanley n'est pas remise.
La saison 1919-1920 est très disputée puisque la meilleure équipe, les Metropolitans, termine première avec douze victoires et dix défaites, les Millionnaires ont un bilan équilibré avec onze victoires et autant de défaites et les joueurs des Aristocrats sont derniers avec dix victoires et douze défaites. Avec trente-trois points dont vingt-six buts, Dunderdale est le meilleur pointeur de la saison. Frank Fredrickson qui rejoint Dunderdale dans les rangs des Aristocrats de Victoria pour la saison 1920-1921 finit meilleur pointeur de la saison après avoir manqué les trois premières rencontres de la saison alors que Dunderdale est neuvième de la PCHA et deuxième de l'équipe avec neuf buts et onze passes en vingt-quatre rencontres. Le 3 mars, lors d'une soirée en l'honneur de Ernest « Moose » Johnson, les joueurs de Victoria et ceux de Seattle se séparent sur un match nul après soixante minutes de jeu et autant de prolongation ; ce match nul est déterminant pour le classement final puisqu'il permet aux Millionnaires de terminer premiers de la PCHA avec treize victoires et onze défaites contre douze victoires, un match nul et onze défaites pour les Metropolitans. Les Aristocrats sont une nouvelle fois derniers du championnat avec dix victoires, un match nul et treize défaites.
En 1921, la Western Canada Hockey League (WCHL) est créée et apporte une nouvelle concurrence à la Ligue nationale de hockey, qui a remplacé l'ANH en 1917, et à la PCHA. Malgré les vingt-cinq points de Fredrickson, troisième meilleur pointeur de la saison, et les dix-neuf de Dunderdale, sixième, les Artistocrats ne parviennent toujours pas à éviter la dernière place du classement. Au cours de la saison, le défenseur et entraîneur de l'équipe, Lester Patrick, se fait remarquer en jouant lors de deux rencontres une partie des matchs dans les buts ; il se permet même lors de sa première apparition dans les buts d'arrêter un lancer de pénalité de Jack Adams.
Dunderdale joue sa dernière saison sous les couleurs des Cougars de Victoria, nouvelle appellation de l'équipe, et également dans la PCHA au cours de la saison 1922-1923. Huit matchs de la saison sont joués contre des équipes de la WCHL mais le joueur australien voit son total de buts chuter considérablement alors qu'il n'en inscrit que deux en vingt-sept rencontres. L'équipe est encore une fois menée par Fredrickson qui compte cinquante-cinq points en trente rencontres et elle parvient à se classer à la deuxième place de la saison régulière derrière les Maroons de Vancouver. Pour la première fois depuis la mise en place d'une série d'après saison, les joueurs de Victoria y participent mais ils sont battus lors du premier match par un blanchissage 3-0 par Hugh Lehman. Malgré une victoire 3-2 lors du deuxième match, les Cougars sont éliminés au total de buts, trois contre cinq.

### Fin de carrière et leg
Dunderdale signe dans la WCHL pour la saison 1923-1924 au cours de laquelle il joue pour deux équipes différentes ; il débute en effet avec les Eskimos d'Edmonton mais, au bout d'une dizaine de rencontres, rejoint les Sheiks de Saskatoon. À la suite de cette dernière saison, il met fin à sa carrière alors que dans le même temps, la PCHA fusionne avec la WCHL avant d'arrêter ses activités un an plus tard. Après avoir joué pendant près de vingt ans dans des ligues organisées de hockey, Dunderdale entraîne des équipes de hockey que ce soit à Los Angeles, Edmonton ou encore Winnipeg où il meurt le 15 décembre 1960 à l'âge de 73 ans.
En 1974, il est intronisé à titre posthume au Temple de la renommée du hockey dont il devient le premier et unique membre à être de nationalité australienne.

## Statistiques
| Saison    | Équipe                  | Ligue |    | Saison régulière | Saison régulière | Saison régulière | Saison régulière | Saison régulière |   | Séries éliminatoires | Séries éliminatoires | Séries éliminatoires | Séries éliminatoires | Séries éliminatoires |
| Saison    | Équipe                  | Ligue | PJ | B                | A                | Pts              | Pun              | PJ               | B | A                    | Pts                  | Pun                  |                      |                      |
| 1905-1906 | Ramblers de Winnipeg    | MIHA  | -  | -                | -                | -                | -                | -                | - | -                    | -                    | -                    |                      |                      |
| 1906-1907 | Strathconas de Winnipeg | MHA   | 10 | 8                | 0                | 8                | -                | -                | - | -                    | -                    | -                    |                      |                      |
| 1907-1908 | Maple Leafs de Winnipeg | MHA   | 3  | 1                | 0                | 1                | -                | -                | - | -                    | -                    | -                    |                      |                      |
| 1907-1908 | Shamrocks de Winnipeg   | MHA   | 5  | 11               | 1                | 12               | 17               | 3                | 6 | 1                    | 7                    | 3                    |                      |                      |
| 1908-1909 | Shamrocks de Winnipeg   | MHA   | 9  | 17               | 7                | 24               | 9                | 3                | 3 | 0                    | 3                    | 6                    |                      |                      |
| 1909-1910 | Shamrocks de Montréal   | ACH   | 3  | 7                | 0                | 7                | 5                | -                | - | -                    | -                    | -                    |                      |                      |
| 1910      | Shamrocks de Montréal   | ANH   | 12 | 14               | 0                | 14               | 19               | -                | - | -                    | -                    | -                    |                      |                      |
| 1910-1911 | Club de hockey Québec   | ANH   | 9  | 13               | 0                | 13               | 25               | -                | - | -                    | -                    | -                    |                      |                      |
| 1912      | Senators de Victoria    | PCHA  | 16 | 24               | 0                | 24               | 0                | -                | - | -                    | -                    | -                    |                      |                      |
| 1912-1913 | Senators de Victoria    | PCHA  | 15 | 24               | 5                | 29               | 36               | -                | - | -                    | -                    | -                    |                      |                      |
| 1913-1914 | Aristocrats de Victoria | PCHA  | 16 | 23               | 4                | 27               | 34               | 3                | 2 | 0                    | 2                    | 11                   |                      |                      |
| 1914-1915 | Aristocrats de Victoria | PCHA  | 17 | 17               | 10               | 27               | 22               | -                | - | -                    | -                    | -                    |                      |                      |
| 1915-1916 | Rosebuds de Portland    | PCHA  | 18 | 14               | 3                | 17               | 45               | 5                | 1 | 1                    | 2                    | 9                    |                      |                      |
| 1916-1917 | Rosebuds de Portland    | PCHA  | 24 | 22               | 4                | 26               | 141              | -                | - | -                    | -                    | -                    |                      |                      |
| 1917-1918 | Rosebuds de Portland    | PCHA  | 18 | 14               | 0                | 14               | 0                | -                | - | -                    | -                    | -                    |                      |                      |
| 1919      | Aristocrats de Victoria | PCHA  | 20 | 5                | 0                | 5                | 0                | -                | - | -                    | -                    | -                    |                      |                      |
| 1919-1920 | Aristocrats de Victoria | PCHA  | 22 | 26               | 7                | 33               | 35               | -                | - | -                    | -                    | -                    |                      |                      |
| 1920-1921 | Aristocrats de Victoria | PCHA  | 24 | 9                | 11               | 20               | 18               | -                | - | -                    | -                    | -                    |                      |                      |
| 1921-1922 | Aristocrats de Victoria | PCHA  | 24 | 13               | 6                | 19               | 37               | -                | - | -                    | -                    | -                    |                      |                      |
| 1922-1923 | Cougars de Victoria     | PCHA  | 27 | 2                | 0                | 2                | 16               | 2                | 0 | 1                    | 1                    | 0                    |                      |                      |
| 1923-1924 | Eskimos d'Edmonton      | WCHL  | 11 | 1                | 1                | 2                | 5                | -                | - | -                    | -                    | -                    |                      |                      |
| 1923-1924 | Sheiks de Saskatoon     | WCHL  | 6  | 1                | 0                | 1                | 4                | -                | - | -                    | -                    | -                    |                      |                      |

## Trophées et honneurs personnels
Avec 196 buts inscrits au cours de sa carrière dans la PCHA, il est le deuxième buteur de l'histoire de la ligue derrière Mickey MacKay qui au cours de sa carrière en inscrit deux de plus. Il est également avec cinquante buts, le deuxième meilleur buteur de l'histoire des Rosebuds de Portland.
- 1912 : sélectionné dans la première équipe d'étoiles de la PCHA
- 1912-1913 :
  - première équipe d'étoiles de la PCHA
  - meilleur buteur (24 buts) de la PCHA
  - champion de la PCHA avec Victoria
- 1913-1914 :
  - première équipe d'étoiles de la PCHA
  - meilleur buteur de la PCHA
  - champion de la PCHA avec Victoria
- 1914-1915 : première équipe d'étoiles de la PCHA
- 1919-1920 :
  - première équipe d'étoiles de la PCHA
  - meilleur pointeur de la saison (33 points)
- 1921-1922 : première équipe d'étoiles de la PCHA